# Pseudegalicia tetrops
Pseudegalicia tetrops är en skalbaggsart som beskrevs av Maria Helena M. Galileo och Martins 2001. Pseudegalicia tetrops ingår i släktet Pseudegalicia och familjen långhorningar. Inga underarter finns listade i Catalogue of Life.